# Nernst-effect
Het Nernst-effect is een thermo-elektrisch of thermomagnetisch verschijnsel, waarbij er een transversaal elektrisch veld Ey ontstaat over de breedte van een geleider, wanneer men een temperatuursgradiënt dT/dx aanbrengt in de lengteas (x-as) van die geleider, in aanwezigheid van een magnetisch veld Bz dat er loodrecht op staat (z-as). De grootte van het effect wordt uitgedrukt door de Nernst-coëfficiënt |N|:
{\displaystyle |N|={\frac {E_{y}/B_{z}}{dT/dx}}}
Dit effect is genoemd naar Walther Nernst, die het ontdekte tijdens zijn studies onder Albert von Ettingshausen; daarom wordt het ook het eerste Nernst-Ettingshausen-effect of Ettingshausen-Nernst-effect genoemd. Het omgekeerde verschijnsel, dat bij de inwerking van een magnetisch veld loodrecht op een elektrische stroom in een geleider er een temperatuursgradiënt ontstaat die transversaal staat op beide, is dan het tweede Nernst-Ettingshausen- of Ettingshausen-Nernst-effect.
In metalen is het Nernst-effect klein; het is groter bij halfgeleiders en bij supergeleiders.
Het Nernst-effect is de thermische tegenhanger van het Hall-effect.